# Melanesobasis macleani
Melanesobasis macleani là một loài chuồn chuồn kim trong họ Coenagrionidae.
Melanesobasis macleani được Donnelly miêu tả khoa học năm 1984.